# Белый Мох (Могилёвская область)
Белый Мох (бел. Белы Мох) — деревня в Мстиславском районе Могилёвской области Белоруссии. Входит в состав Подсолтовского сельсовета.

## География
Деревня находится в северо-восточной части Могилёвской области, в пределах Оршанско-Могилёвской равнины, к западу от реки Белая Натопа, на расстоянии примерно 17 километров (по прямой) к западу-северо-западу (WNW) от Мстиславля, административного центра района. Абсолютная высота — 202 метра над уровнем моря.

## История
В конце XVIII века деревня входила в состав Мстиславского воеводства Великого княжества Литовского.
Согласно «Списку населенных мест Могилёвской губернии» 1910 года издания населённый пункт входил в состав Осмоловичского сельского общества Старосельской волости Мстиславского уезда Могилёвской губернии. Имелось 54 двора и проживало 344 человека (189 мужчины и 155 женщин).

## Население
По данным переписи 2009 года, в деревне проживало 87 человек.